# 大阪府道129号南千里茨木停車場線
大阪府道129号南千里茨木停車場線（おおさかふどう129ごう みなみせんりいばらきていしゃじょうせん）は、大阪府吹田市から茨木市に至る一般府道である。

## 概要
吹田市佐竹台2丁目から茨木市西駅前町に至る。

### 路線データ
- 起点：大阪府吹田市佐竹台2丁目（佐竹台2丁目交差点、大阪府道135号豊中摂津線交点）
- 終点：大阪府茨木市西駅前町（西駅前東交差点、JR西日本東海道本線 茨木駅前）

## 路線状況

### 別名
- エキスポロード（吹田市・日本庭園前交差点 - 茨木市・西駅前町）

### 重複区間
- 大阪府道1号茨木摂津線（吹田市千里万博公園 - 吹田市千里万博公園・日本庭園前交差点）

### 道路施設

#### 橋梁
- 津雲橋（E2A 中国自動車道・大阪府道2号大阪中央環状線、吹田市）

## 地理

### 通過する自治体
- 大阪府
  - 吹田市 - 茨木市

### 交差する道路
| 交差する道路                                        | 市町村名 | 交差する場所 | 交差する場所             |
| --------------------------------------------------- | -------- | ------------ | ------------------------ |
| 大阪府道135号豊中摂津線                             | 吹田市   | 佐竹台2丁目  | 佐竹台2丁目交差点 / 起点 |
| 大阪府道2号大阪中央環状線                           | 吹田市   | 津雲台5丁目  | 弘済院東交差点           |
| 大阪府道119号箕面摂津線 大阪府道120号山田上小野原線 | 吹田市   | 山田北       | 万博公園西交差点         |
| 大阪府道1号茨木摂津線 重複区間起点                  | 吹田市   | 千里万博公園 |                          |
| 大阪府道1号茨木摂津線 / 新道                        | 吹田市   | 山田丘       | みのり橋南交差点         |
| 大阪府道1号茨木摂津線 重複区間終点                  | 吹田市   | 千里万博公園 | 日本庭園前交差点         |
| 大阪府道・京都府道14号大阪高槻京都線                | 茨木市   | 西駅前町     | 西駅前交差点             |

### 交差する鉄道
- 阪急千里線
- 大阪モノレール本線
- 大阪モノレール彩都線

### 沿線
- 阪急千里線 南千里駅
- 大阪府立千里高等学校
- 阪急千里線・大阪モノレール本線 山田駅
- デュー阪急山田

駐車場への誘導路（アンダーパス）は同道路の下を通っている。
- 大阪モノレール彩都線 公園東口駅
- 万博記念公園
  - 太陽の塔
  - 国立民族学博物館
  - 万博記念競技場
- エスケー化研 本社
- 茨木市立春日丘小学校
- ビジョンメガネ 新茨木店
- 茨木郵便局
- JR西日本東海道本線 茨木駅